# Jotus ravus
Jotus ravus is een spinnensoort in de taxonomische indeling van de springspinnen (Salticidae).
Het dier behoort tot het geslacht Jotus. De wetenschappelijke naam van de soort werd voor het eerst geldig gepubliceerd in 1893 door Arthur T. Urquhart..